# Ivirgarzama
Ivirgarzama – miasto w Boliwii, w departamencie Cochabamba, w prowincji Carrasco.